# Mortes em agosto de 2015
Mortes em 2015: ← Janeiro – Fevereiro – Março – Abril – Maio – Junho – Julho – Agosto – Setembro – Outubro – Novembro – Dezembro →
Esta é uma relação de pessoas notáveis que morreram durante o mês de agosto de 2015, listando nome, nacionalidade, ocupação e ano de nascimento.

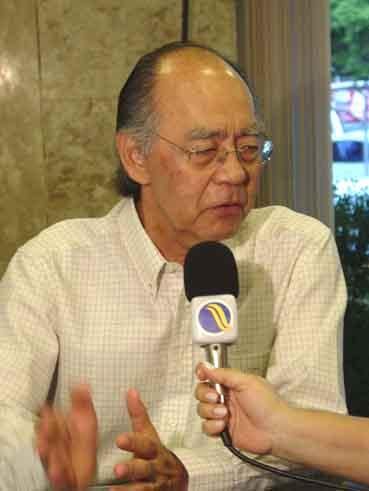
Içami Tiba, médico e escritor brasileiro.

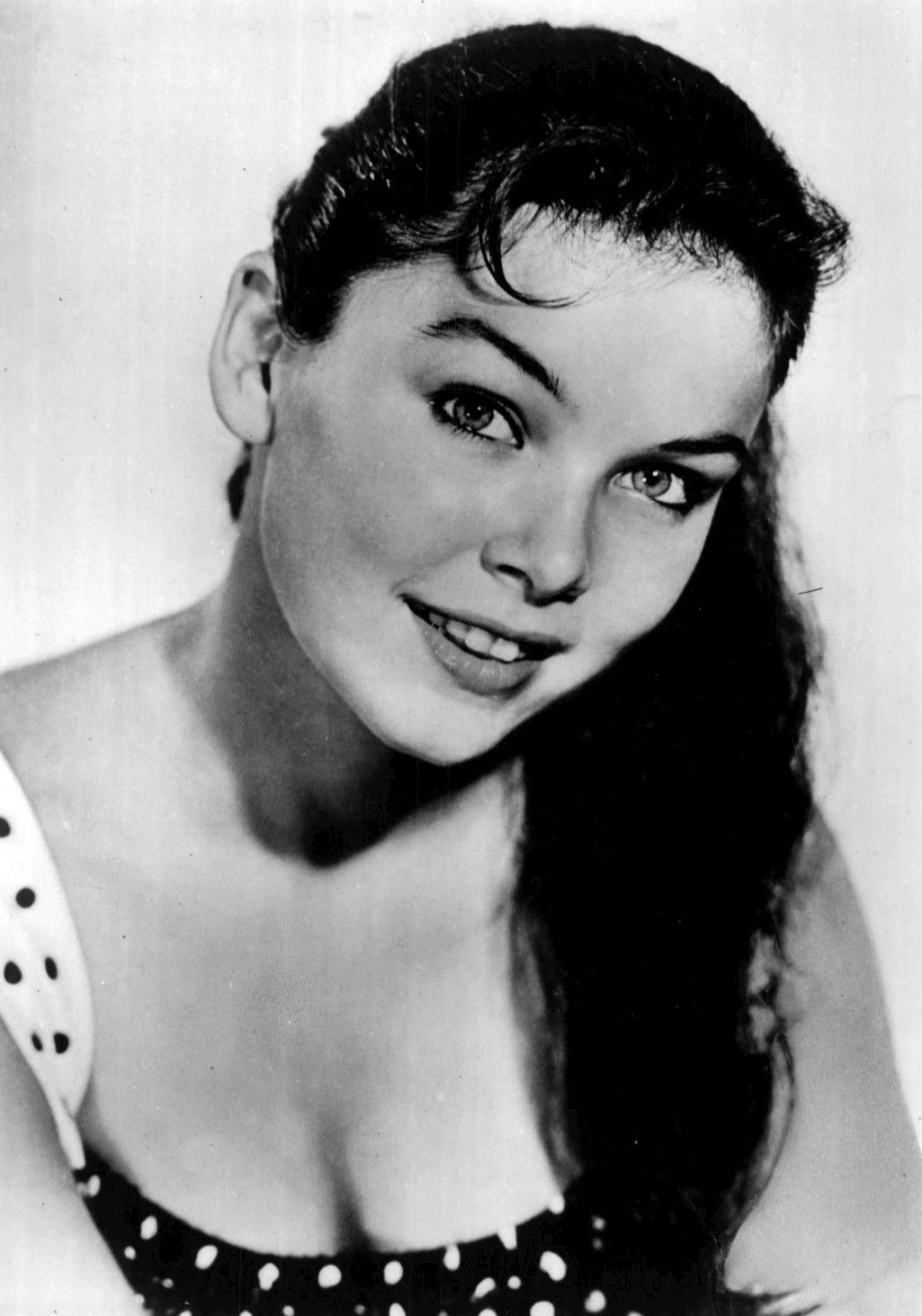
Yvonne Craig, atriz estadunidense.

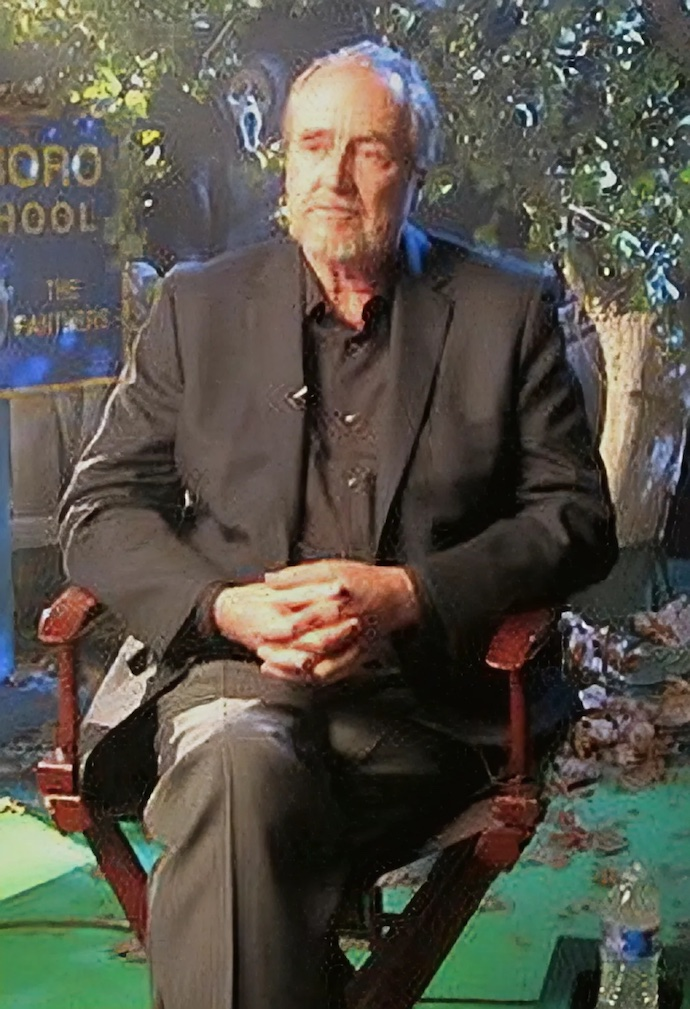
Wes Craven, cineasta estadunidense.

| Dia | Nome                      | Profissão ou motivo de reconhecimento | País de nascimento         | Ano de nasc. | Ref           |
| --- | ------------------------- | ------------------------------------- | -------------------------- | ------------ | ------------- |
| 1   | Orlando Orfei             | Artista circense                      | Itália/ Brasil             | 1920         | [ 1 ]         |
| 1   | Stephan Beckenbauer       | Futebolista e treinador               | Alemanha                   | 1968         | [ 2 ]         |
| 2   | Cilla Black               | Cantora, apresentadora e atriz        | Inglaterra                 | 1943         | [ 3 ]         |
| 2   | Forrest Bird              | Inventor e engenheiro biomédico       | Estados Unidos             | 1921         | [ 4 ]         |
| 2   | Içami Tiba                | Médico e escritor                     | Brasil                     | 1941         | [ 5 ]         |
| 3   | Robert Conquest           | Historiador                           | Inglaterra/ Estados Unidos | 1917         | [ 6 ]         |
| 4   | Takashi Amano             | Fotógrafo                             | Japão                      | 1954         | [ 7 ]         |
| 5   | Ana Hatherly              | Escritora e artista plástica          | Portugal                   | 1929         | [ 8 ] [ 9 ]   |
| 7   | Frances Oldham Kelsey     | Farmacologista                        | Canadá                     | 1914         | [ 10 ]        |
| 7   | Manuel Contreras          | Militar                               | Chile                      | 1929         | [ 11 ] [ 12 ] |
| 9   | Frank Gifford             | Jogador de futebol americano          | Estados Unidos             | 1930         | [ 13 ]        |
| 9   | John Henry Holland        | Cientista da computação               | Estados Unidos             | 1929         | [ 14 ]        |
| 10  | Deoclécio Dantas Ferreira | Jornalista e político                 | Brasil                     | 1938         | [ 15 ]        |
| 13  | Watban Ibrahim al-Tikriti | Político                              | Iraque                     | 1952         | [ 16 ]        |
| 14  | Agustín Cejas             | Futebolista                           | Argentina                  | 1945         | [ 17 ] [ 18 ] |
| 14  | Bob Johnston              | Produtor musical                      | Estados Unidos             | 1932         | [ 19 ]        |
| 16  | Mile Mrkšić               | Militar                               | Sérvia                     | 1947         | [ 20 ]        |
| 17  | Yvonne Craig              | Dançarina e atriz                     | Estados Unidos             | 1937         | [ 21 ]        |
| 17  | Sylvia Hitchcock          | Miss Universo 1967                    | Estados Unidos             | 1946         | [ 22 ]        |
| 17  | László Paskai             | Cardeal                               | Hungria                    | 1927         | [ 23 ]        |
| 18  | Khaled al-Asaad           | Arqueólogo                            | Síria                      | 1934         | [ 24 ]        |
| 20  | Lina Morgan               | Atriz e vedete                        | Espanha                    | 1937         | [ 25 ]        |
| 21  | Cleiton Geovani Kurtz     | Humorista                             | Brasil                     | 1976         | [ 26 ]        |
| 23  | Guy Ligier                | Automobilista                         | França                     | 1930         | [ 27 ]        |
| 24  | Justin Wilson             | Automobilista                         | Inglaterra                 | 1978         | [ 28 ]        |
| 27  | Pascal Chaumeil           | Cineasta                              | França                     | 1961         | [ 29 ]        |
| 30  | Oliver Sacks              | Médico e escritor                     | Reino Unido                | 1933         | [ 30 ]        |
| 30  | Wes Craven                | Cineasta                              | Estados Unidos             | 1939         | [ 31 ]        |